# Polia advenina
Polia advenina är en fjärilsart som beskrevs av Felix Bryk 1948. Polia advenina ingår i släktet Polia och familjen nattflyn. Inga underarter finns listade i Catalogue of Life.